# Bobo Foro
Bobo Foro és una localitat de São Tomé i Príncipe. Es troba al districte de Mé-Zóchi, al nord-est de l'illa de São Tomé. El 2008 tenia 1.469 habitants. El nom podria ser d'origen angolès.
Guadalupe de Ceita, Miguel Trovoada, Leonel Mário d'Alva, Filinta Costa Alegre i António Barreto Pires dos Santos (Oné) eren a la zona el 1958 per la creació d'una convergència de lluita amb el que podria ser fruit del Comitè per l'Alliberament de São Tomé i Príncipe (CLSTP), el predecessor del MLSTP (Movimento de Libertação de São Tomé e Príncipe).

## Evolució de la població
| 2001  | 2008  |
| 1.289 | 1.469 |